# Основно училище „Васил Левски“ (Разград)
Основно училище „Васил Левски“ се намира в квартал „Възраждане“ в Разград.
По решение на Учителския съвет и със Заповед на министъра на народното просвещение професор Станчо Чолаков от 29 май 1945 година училището носи името на Апостола на свободата. ОУ „Васил Левски“ е основно (І – VІІІ клас) с общинско финансиране с две учебни смени. Училището разполага с театрална и спортна зала, а също така с голям двор.

## История
През 1909 година съгласно новоприетия Закон за народната просвета, първите три класа на гимназията в Разград се отделят в самостоятелна учебна структура – прогимназия, помещаваща се в друга сграда. Така от 1 септември 1909 година се открива Разградската мъжка прогимназия с директор Никифор Бабачев, за чийто наследник се счита днес училище „Васил Левски“ в Разград.
През 1926 година е взето решение за построяване на ново голямо училище непосредствено под парк „Лес“. Проектът е изработен от архитект Любен Динолов от Русе, а изпълнението е възложено на предприемачите братя Стоеви, като изкопните работи започват още през лятото на същата година. Основният камък е тържествено поставен на 15 май 1927 година в присъствието на официални лица, ученици и много граждани, а училището приема името „Цар Борис III“. От началото на учебната 1927/1928 година до окончателното завършване на новата сграда Първа смесена прогимназия води занятията в старото училище в църковния двор. На 20 септември 1930 година новото просторно и най-голямо в града училище отваря врати. В него вече учат освен Първа смесена прогимназия и децата от началното училище „Св. св. Кирил и Методий“, които заедно образуват Основно училище „Цар Борис III“.
Името „Васил Левски“ се получава по решение на Учителския съвет със Заповед № 3688 от 29 май 1945 г. на министъра на народното просвещение проф. Чолаков. Първоначалното училище формално се обособява като самостоятелно „Свети Климент“ от началото на 1945 г. Училище „Св. Климент“ е закрито през 1947 вследствие на голямото наводнение на река Бели Лом на 2 юли 1947 и учениците му са преместени в училище „Васил Левски“. Учениците от двете училища образуват пълно основно училище „Васил Левски“ с начален курс от първо до четвърто отделение и прогимназиален от първи до четвърти клас.
- Западното крило, дом на ПМГ „Акад. Обрешков“
- Мемориална плоча на цар Борис III
- Паметникът на Васил Левски в Разград е разположен в двора на училището